# Anadara angicostata
Anadara angicostata is een tweekleppigensoort uit de familie van de Arcidae. De wetenschappelijke naam van de soort is voor het eerst geldig gepubliceerd in 1844 door Reeve.